# 醫院石隧道
醫院石隧道（英語：Hospital Rock Tunnels）是一條位於夏威夷州歐胡島的小型行車隧道，穿越科奥劳岭。隧道是屬H-3號州際公路一部份，該公路連接卡內奧赫和H-1号州际公路。隧道全長354英尺（108），是明挖回填式隧道，1989年完工。

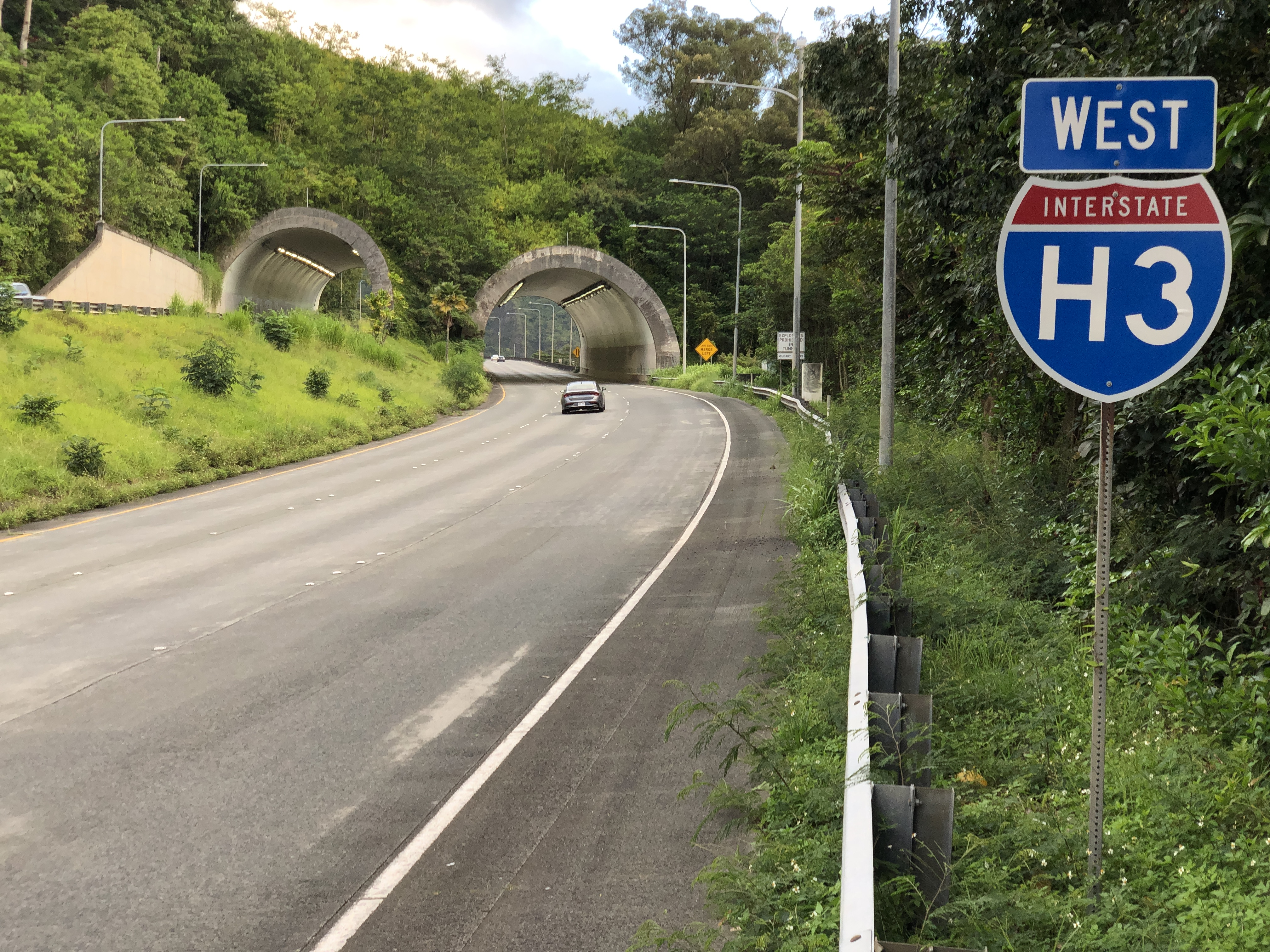
H-3號州際公路西行方向，接近隧道入口